# Raphe Malik
Raphe Malik, geboren als Laurence Mazel (Cambridge (Massachusetts), 1 november 1948 – Guilford (Vermont), 8 maart 2006), was een Amerikaanse jazztrompettist.

## Biografie
Malik groeide op in de omgeving van Boston. In zijn jeugd speelde hij rhythm-and-blues in clubs in Boston. Hij studeerde van 1966 tot 1970 aan de Universiteit van Massachusetts, daarna ging hij naar Parijs, waar hij speelde met saxofonist Frank Wright en leden van het Art Ensemble of Chicago. Na zijn terugkeer in de Verenigde Staten studeerde hij aan het Antioch College in Ohio, waar hij Cecil Taylor, Jimmy Lyons en Andrew Cyrille ontmoette. Sinds de jaren 1970 werkte Malik vervolgens met Cecil Taylor in zijn formaties. In 1974 trad hij op met Taylors Big Band in de Carnegie Hall in New York. Malik nam deel aan tal van opnamen uit de jaren 1970, zoals het Enja Records-album Dark to Themselves (1976) en het album Cecil Taylor Unit (1978), dat hij opnam als een kwintet. Hij toerde met hem meerdere malen in Europa.
Tijdens de jaren 1980 werkte hij slechts sporadisch samen met Taylor. In 1983 werkte hij aan het album Wee Sneezawee van Jimmy Lyons bij het Black Saint-label. Tijdens de jaren 1980 leidde hij ook zijn eigen kwintet in de omgeving van Boston. In 1992 trouwde hij met Marguerite Serkin. Het echtpaar verhuisde naar Vermont, waar hij les gaf aan het Bennington College.
Tijdens de jaren 1990 bleef Malik werken met zijn eigen formaties en opgenomen albums, o.a. voor de labels Free Music Production, Mapleshade Records en Eremite, waar hij samenwerkte met Rashid Bakr, Glenn Spearman, Sabir Mateen, Dennis Charles en William Parker. Hij speelde ook in de band Full Metal Revolutionary Jazz Ensemble van drummer Dennis Warren uit Boston en werkte aan opnamen van Glenn Spearman (Free Worlds, 1995), Paul Flaherty en het John Coltrane-project van het Rova Saxophone Quartet (John Coltrane's Ascension). In 2001 speelde hij in het Sound Visions Orchestra van Alan Silva. Een van zijn laatste opnamen voor zijn dood in 2006 was het trioalbum Sympathy (2002) met Joe McPhee en Donald Robinson. De criticus Chris Kelsey telt Malik als een van de weinige trompetters, die Cecil Taylor's energieke spel op de trompet speelden.

## Overlijden
Raphe Malik overleed in maart 2006 op 57-jarige leeftijd.

## Discografie
- 1984: Live at the 1369 Jazz Club (Boxholder Records) met Frank Wright, William Parker
- 1991: 21st Century Texts (Free Music Production)
- 1994: Sirens Swet and Slow (Outsounds)
- 1996: The Short Form (Eremite)
- 1997: Consequences (Eremite)
- 1998: Storyline (Boxholder) met Cecil McBee, Cody Moffett
- 1998: Looking East: A Suite in Three Parts (Boxholder Records)
- 1998: Companions (Eremite) met Glenn Spearman, William Parker, Paul Murphy
- 2001: Speak Easy (Le systeme) solo
- 2002: Sympathy (Boxholder) met Joe McPhee en Donald Robinson